# Pata (épée)

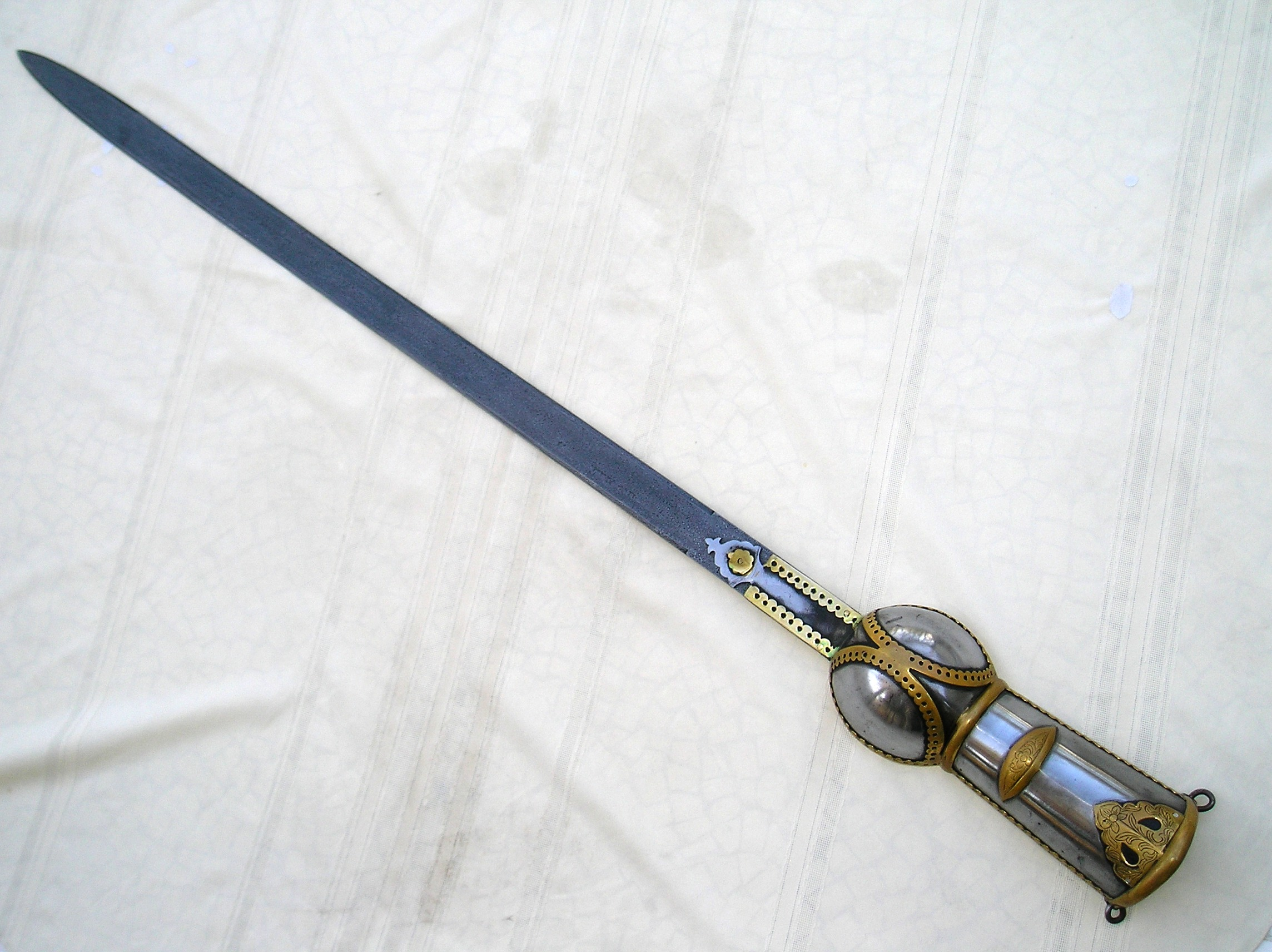

La pata ou patta (en marathi : दांडपट्टा, en hindi : पट), aussi appelée épée-gantelet, est une épée originaire d'Inde, typique du Maharashtra. Elle est dotée d'une lame droite à double tranchant, longue de 25 cm à 110 cm. L'épée est munie d'une garde qui enveloppe la main et l'avant-bras, ce qui lui confère son surnom d'épée-gantelet. Elle fut créée pendant l'époque moghole, et utilisée dans les conflits militaires du XVIIe siècle et XVIIIe siècle.